# Fridrih Cander
Fridrih Cander (cirill betűkkel: Фридрих Артурович Цандер, lettül Frīdrihs Canders, németül Friedrich Zander; Riga, 1887. augusztus 23. – Kiszlovodszk, 1933. március 28.) az Orosz Birodalom, majd a Szovjetunió neves rakétamérnöke és űrhajózási szakértője volt. Nagyban hozzájárult az űrhajózási elmélet fejlesztéséhez. Ő tervezte, többek között, a folyékony hajtóanyaggal működő szovjet GIRD–X rakétát is.

## Életrajz
Fridrich Cander az Orosz Birodalomhoz tartozó Lettország fővárosában, Rigában született, balti német családban.
Apja, Artur, (orosz névhasználattal Artur Konsztantyinovics) orvos volt, de Fridrihet a természettudomány  más ágai érdekelték. Így 1898-ban a rigai reáliskolába iratkozott be, ahol 1905-ben osztályelsőként végzett. Ekkor, 16 éves korában egyik tanára a figyelmébe ajánlotta a neves Ciolkovszkij munkáját. Ciolkovszkij tudományos jelentéseinek tanulmányozása a rakéták és az űrhajózás tudományának szenvedélyes követőjévé tette. Így 1905-ben a Rigai Műszaki Főiskola gépészmérnöki karára iratkozott be. A cári adminisztráció azonban ugyanez évben forradalmi szervezkedés indokával a főiskolát bezárta. Mivel nem lehetett tudni, ez az állapot meddig fog tartani, Cander jobbnak látta valahol másutt folytatni tanulmányait és az akkori Német Császársághoz (németül Deutsches Kaiserreich) tartozó Danzigba utazott (a mai lengyel Gdańsk) tanulmányainak folytatására az ottani Császári Műszaki Főiskolán. Gdańskból 1907-ben tért vissza Rigába, és 1914-ben ott fejezte be tanulmányait gépészmérnöki diplomával. Tanulmányai alatt többek között röppálya számításokat is hajtott végre egy Marsra való utazáshoz. Ettől kezdve a Marsra való utazás érdeklődését különösen lekötötte és „Előre a Marsra!” (Vperjod na Marsz) lett az ismert jelszava.
Az egyetem elvégeztével, 1915-ben mint gépészmérnök átmenetileg Moszkvában a Provodnyik gumigyárban helyezkedett el, ahol 1919-ig maradt, mert ebben az évben a 4. sz. Repülőgépgyárban (más néven Motor Repülőgépgyár) kapott alkalmazást. 1923-ban feleségül vette A. F. Miljukovát, akitől egy lánya (Asztra) és egy fia (Merkur) született, de fia 1929-ben skarlátban meghalt. Cander évekig munka nélkül volt, de nem hagyta abba munkáját a rakéta- és űrtudományban. Végül 1926-ban sikerült ismét elhelyezkednie, amikor a  repülőgépipari Központi Tervezőirodában (CKB) kapott alkalmazást, majd 1930-ban a moszkvai  Központi Repülőgépmotor Intézetben (CIAM). Ott dolgozott korai haláláig, amikor 1933-ban az észak-kaukázusi Kiszlovodszkban tífuszban elhunyt.

## Tudományos eredményei
Első szakirodalmi műve 1908-ban jelent meg. Ebben az interplanetáris, azaz bolygóközi repülés tárgya keretében a létfenntartásra szolgáló berendezéseket tárgyalva ő volt az első, aki űrhajókban növények melegágyi kultiválását javasolta. Eredeti tervét, aminek tárgya egy olyan űrhajó volt, ami repülőgép formájával hagyományos repülőgép felszállási módját követte volna, de aminek égethető alumínium ötvözetből készített szárnyai felszállás után rakéta hajtóanyagként szolgáltak volna 1911-ben hozta nyilvánosságra. Tíz évvel később tervét a Feltalálók Egyesületének 1921. évi gyűlésén tárgyalta meg nyilvánosan az űrhajózásra szánt gyűlési program keretében, amikor a témát a jelenlevő Leninnel külön is megbeszélte. Az előadás nyomtatásban 1924-ben a szovjet Tyehnyika i zsizny (Technika és élet) folyóiratban is megjelent.
A megelőző években nagy izgalmat keltettek az amerikai Robert Goddard és az erdélyi német Hermann Oberth tudományos elméleti munkái. Goddard úttörő munkáját 1919-ben A Method of Reaching Extreme Altitudes, vagyis „Módszer rendkívüli magasság elérésére” cikkében, Oberth munkáját 1923-ban a Die Rakete zu den Planetenräumen, vagyis „A rakéták a bolygóközi térbe„ című cikkében hozta  nyilvánosságra. Cander ezeket a közleményeket használta fel az orosz Ciolkovszkij tudományos munkájának alátámasztására és eredményeinek népszerűsítésére.
Vlagyimir Vetcsinkinnel és a Légierő Akadémia rakétaklubjának tagjaival együtt 1924-ben Cander megalapította az Bolygóközi Utazást Tanulmányozó Egyesületet. Ennek az egyesületnek az egyik korai közleményében ők javasolták először a Föld atmoszférájának használatát a visszatérő űrhajó lefékezésére. Ugyanebben az évben Cander Moszkvában szabadalmat nyújtott be egy bolygóközi közlekedésre alkalmas szárnyas rakétára, majd az év októberében  Moszkvában a Marsra való rakétás utazás lehetőségeiről tartott előadást. Az előadást követő kérdések megfelelése alkalmával hangoztatta a Marsra való utazás fontosságát, nemcsak azért, mert Mars atmoszférával rendelkezik és (elképzelése szerint) képes az élet fenntartására, de azért is, mert „...a Mars vörös csillagként ismeretes, ami a nagy Vörös Hadseregünk jelvénye”.
Bár már a tizenhetedik században Johannes Kepler is írt a szoláris szél létezéséről, Cander volt az első kutató, aki 1924-ben ennek hajtóerőkénti használatát javasolta. 1927-ben készítette el első, OR–1 jelzésű, folyékony üzemanyagként benzint használó  rakétamotorját, melyet egy benzinégőből alakított ki. Cander 1930-tól Moszkvai Repüléstani Főiskolán oktatott, majd 1931-ben átment a CIAM-hoz.  Fridrih Cander egyik alapító tagja lett 1931-ben Moszkvában a Sugárhajtási kutatócsoportnak (GIRD) (oroszul ГИРД – Группа изучения реактивного движения) később az egyes számú csoport vezetője lett, amelynek feladata az OR–2 (GIRD–02) rakétahajtómű kifejlesztése volt. Ezt a hajtóművet Koroljov rakétahajtású vitorlázó repülőgépéhez, az RP–1-hez szánták. Candernek vezető szerepe volt a GIRD–X, (GIRD-10) rakétának a kifejlesztésében. A rakéta és a rakétamotor  általa kifejlesztett formájában való megépítésében és üzemeltetésében azonban Candernek már nem jutott szerepe, mert 1933. március 25-én tífuszban meghalt. Az általa finomított rakétát azonban a GIRD 1. sz. csoportja élén Leonyid Kornyejev még Cander halála évében, 1933. november 25-én sikeresen üzemeltette.

## Kitüntetései
- A Holdon egy kráter a nevét viseli.
- A Lett Tudományos Akadémia tiszteletére nevéről elnevezett díjakat adományoz mind fizikában, mind matematikában.
- 1964-ben a Szovjetunió a képével bélyeget adott ki tiszteletére[7]
- Cander rigai családi otthona és háza ma múzeum és annak utcáját róla nevezték el.

## Ajánlott irodalom
- Цандер, Фридрих Артурович. Из научного наследия (orosz nyelven). Moszkva: Nauka (1967)  oroszul
  - Technical translation by NASA: Tsander, Fridrikh Arturovich. From a scientific heritage. Washington, D.C.: NASA (1969) angolul
- Tsander, Fridrikh Arturovich. Selected Papers (orosz nyelven). Riga: Zinātne (1977)  oroszul
- Golovanov, Yaroslav. The Martian:Tsander [archivált változat] (orosz nyelven). Moszkva: Molodaja Gvargyija (1985). Hozzáférés ideje: 2010. június 26. [archiválás ideje: 2011. május 27.] Archiválva 2011. május 27-i dátummal a Wayback Machine-ben  oroszul